# 일타 스캔들
《일타 스캔들》은 2023년 1월 14일부터 2023년 3월 5일까지 방송되었던 tvN 토일 드라마였다.

## 기획 의도
입시지옥 대한민국의 강남구 대치동, 사교육 1번지에 수학 일타강사 최치열(정경호)과 일타강사가 근무하는 학원 근처에 남행선(전도연)이 "국가대표 반찬가게"라는 반찬가게를 운영함. 남행선(전도연)의 딸(극중 전도연의 조카)이 최치열 일타강사에게 수학을 배우면서, 그 사이에서 벌어지는 재미있는 로맨스.

## 제작진

### 극본
- 양희승 : MBC 일일 시트콤 《남자 셋 여자 셋》(공동 집필), SBS 일일 시트콤 《순풍산부인과》(공동 집필), SBS 일일 시트콤 《똑바로 살아라》(공동 집필), OCN 《조선추리활극 정약용》(집필), MBC 일일 시트콤 《볼수록 애교만점》(공동 집필), tvN 월화 드라마 《고교처세왕》(공동 집필), tvN 금토 드라마 《오 나의 귀신님》(공동 집필), MBC 수목 드라마 《역도요정 김복주》(공동 집필), tvN 수목 드라마 《아는 와이프》(집필), KBS 2TV 주말 드라마 《한 번 다녀왔습니다》(공동 집필) 집필

### 연출
- 유제원 : tvN 월화 드라마 《고교처세왕》(연출), MBN 토일 드라마 《천국의 눈물》(연출), tvN 금토 드라마 《오 나의 귀신님》(연출), tvN 금토 드라마 《내일 그대와》(연출), tvN 월화 드라마 《어비스》(연출), tvN 토일 드라마 《하이바이, 마마!》(연출) , tvN 토일 드라마 《갯마을 차차차》(연출) 연출

## 등장 인물
- (†) 표시는 드라마 상에서 최종적으로 사망한 인물이다.

### 주요 인물
- 전도연 : 남행선 역 - 국가대표 반찬가게 사장 (아역 : 이연)

#핸드볼_국가대표_출신 #외강내강 #공부는_다음_생에 #풍자와_해학 좋아함_나름 유머감각 탑재했다고_생각
캔디가 외로워도 슬퍼도 울지 않은 건, 참고 또 참은 게 아닐 거다. 울 시간이 없어서지. 어린 해이와 몸이 불편한 남동생을 돌보느라 국가대표로까지 활약했던 핸드볼 선수 커리어를 포기해야 했을 때, 고비마다 주저앉아 울 여유가 없었다. 정신 바짝 차리고 다음을 생각해야 했다. 행선에게 사랑이란, 곧 상대에 대한 책임이다. 삶이 여유가 없다고 사람이 여유 없을 이유는 없다. 참 없어 보이는데, 정말 있어 보이는 사람. 인생의 고단함과 질척거림에 휘둘리지 않고, 주관대로 선택하고, 그 선택을 변명하지 않는다. 그런데 요즘 좀, 반성의 시간을 갖고 있다. 식당을 했던 엄마로부터 물려받은 솜씨를 살려 사교육의 메카에서 반찬가게를 열고, 과열된 사교육 시장과, 식(食)보다 학(學)이 중한 엄마들 치맛바람 덕에 밥 벌어먹긴 했지만, 그런 이 동네 풍경이 요상하고 한심스러워 개그를 쳐댔다. 학원 하나 안 다니고도 공부 잘 만하는 딸 해이가 심어준 은근한 우월감이었을지도 모른다. 그런 행선에게, 해이가 어느 날 뭔 빚진 사람처럼 쭈뼛쭈뼛 부탁을 해왔다. “일타강사 강의 하나만 들으면 안 될까..” 낸장.. 타들어가는 딸내미 속도 모르고, 뭔 대단한 사회비판 한답시고 ‘일타강사느님’에 대한 풍자와 해학을 일삼았다니.
엄마로서의 실책을 만회하고자, 본격 ‘입시 열혈맘’으로의 변신을 꾀하는데, 아, 이거, 교육적으로다가 엮이고 싶었던 일타강사님과, 사뭇 선정적?!으로 얽혀버렸다.
- 정경호 : 최치열 역 - 수학 일타강사 (아역 : 김민철)

#열혈이 컨셉 #속빈강정_보호본능 자극형 #공부가_제일_쉬웠어요 #그러나 배고픈_일타강사
40만 명에 육박하는 학원 강사 중, 1등 스타가 되기 위해선, 1등 실력과 1등 노력, 더해 1등 캐릭터가 필요한 법. 악으로 깡으로 연구한 끝에, 롱다리를 쭉! 뻗는 발차기를 시그니처로 하는 지금의 ‘최치열강’을 탄생시켰고, 치열의 현강, 인강, 출판 등을 합친 국내생산 유발효과와 그 부가가치 유발효과를 합치면 연 평균 1조원의 경제적 가치를 창출한다고, ‘1조원의 남자’란다. 돈 뿐인가. 유명세도 탑 연예인급. 부동산이 몇 채니, 인성이 어떠하니, 일거수일투족을 주목받고 덕질하는 아이들 덕(?)에 학원에선 강의를 피켓팅하고, 굿즈에 포토카드까지 판매하고, 상위 0.1%의 아이들이 의대 가서 일타강사님 조교 알바 하는 게 꿈! 이라고 외칠 지경이다. 하지만.. 높이 있는 만큼 위태로운 자리. 수십 건의 송사와, 수백 개의 루머, 수만 개의 댓글.. 유쾌하고 열정적인 ‘일타강사 최치열강’은 치열의 가면이 됐다. 강의실에서 나와 가면을 벗은 치열은, 예민하고 까칠하고 타인에 무심한 인간이 되어 버린다. 빡빡한 시간표에 끼니 거르기를 밥 먹듯 하다 보니 섭식장애를 달고 산다.
‘최치열강’이라는 별명에 걸맞게 아드레날린을 분출하며 폭발적인 수업을 한 후, 웅장하고 럭셔리한 집에 돌아와 홀로 누우면 뭔가 중요한 걸 놓치고 있는 듯한 불안한 기분이 엄습하곤 한다.
그렇게 가진 게 많아 보이나 뭔가 휑한 삶을 사는 치열에게 강백호 같은 강적이 나타난다. 상대는 반찬가게의 여사장이다. 끝을 알 수 없는 체력과 파워, 무한 긍정의 자신감에 유머감각을 가진 이 여자에게, 그의 경직된 자아가 자꾸 무너진다.

### 남행선 주변 인물
- 노윤서 : 남해이 역 - 우림고 2-1반 반장

#자기주도_학습형 #좌선재_우건후 #남행선_키즈
시크한 말투에 묻어나는 따뜻한 마음씨, 짓궂은 장난 뒤에 숨은 어른스러움이 매력적인, 요즘 참 보기 드문 요즘 것. 왕 모시듯 가정의 중심이 되는 K수험생들과는 영 딴판으로, 얄짤없이 가게 일을 돕고, 아픈 삼촌까지 배려해야 하는 생활을 투덜거리곤 하지만, 딴 것도 아니고 공부하겠단 건데, 힘들게 돈 버는 행선에게 염치가 없다며, 일타강사 강의 듣게 해달란 말도 못 꺼내는 속 깊은 딸. 시크한 듯 은근 카리스마도 있어 남팬보단 여덕들의 사랑을 받는 편인데, 최근 두 남자애와 사뭇 클리셰적인 삼각관계를 형성했다. 이상한 나라의 앨리스도 아니고, 녹은로에서 학원 한번 안 다니고 자란, 진부함과 거리가 먼 캐릭터의 남해이는 러브라인도 유니크하게 풀어나간다. 행선의 조카.
- 오의식 : 남재우 역 - 국가대표 반찬가게 캐셔

#아스퍼거_증후군 #맹수_사랑_집착
선천성 심장질환을 갖고 있으며, 어릴 때 받은 수술로 경미한 아스퍼거 증후군을 앓게 됐다. 사회적 상호작용과 의사소통 기술이 제한적이어서 크고 작은 어려움을 겪긴 하지만, 진짜 무서운 건 고열이다. 합병증으로 목숨이 위태로워질 수 있기 때문. 열이 날 때마다 가족들을 긴장시킨다. 일상의 규칙성과 반복성이 어긋나는 걸 견디지 못하는 병증의 긍정적 측면을 살려, 국가대표 반찬가게의 재무책임자를 맡고 있다. 관심이 가는 대상에 온 정신을 쏟는다. 최애템이 종종 바뀌지만 요즘은 맹수다. 그중에서도 최애 맹수는 용맹한 호랑이와 갈기가 멋진 사자다. 엄마가 돌아가신 후 누나 행선의 전적인 보호를 받으며 행선과 해이와 행선의 친구 영주, 세 여자 속에서 청일점으로 살았는데 그런 그에게 ‘형’이 생겼다. 시크한 듯 인간적인 일타, 일명 ‘치열이 형’이다. 해이의 삼촌.
- 이봉련 : 김영주 역 (아역 : 박가영) - 국가대표 반찬가게 공동대표

행선의 절친이자 동업자, 핸드볼 동료 선수였다. 남자를 미치게 좋아한다. 동호회를 끊임없이 가입하고 썸남도 끊임없이 생기지만, 너무 좋아하는 티를 내 매번 먼저 팽-당한다. 병약미 있는 남자가 이상형. 딱 그녀 스타일인 동희에게 마음을 뺏겨 불나방처럼 달려든다. 행선과 비슷한 의리파에, 농담 따먹기와 만담을 즐기고, 그리고 좀 더 터프하다. 달리기나 알코올 시합을 하며 천하에 쓸모없는 자존심 싸움을 하곤 하지만, 행선의 책임감을 존경하고, 그 따뜻함을 본받고 싶어 한다.
- 김미경 : 정영순 역 (†) (특별출연) - 선이네 고시식당 주인

행선에게 국가대표 손맛을 물려준 선이네 고시식당 주인이자 행선의 어머니, 노량진에서 식권을 팔아 홀로 식당을 운영하며 자식들을 키우면서도, 굶주린 고시생의 뱃속을 뜨시게 해주던 손맛 좋고 마음씨는 더 좋은 치열의 은인.

### 최치열 주변 인물
- 신재하 : 지동희/정성현 역 (†) - 최치열 연구소 메인실장 (아역 : 김건)

잘나가는 일타강사 곁엔 능력 있는 실장님이 있다, 연예인으로 치면 매니저 겸 기획자. 까다롭고 별난 치열을 유연하게 케어하고, 수학과 출신으로 교재 개발까지 참여하니, 스카웃 제의는 치열 부럽지 않게 받는 중이다. 초임 강사였던 치열을 고딩 때부터 알아보고 동경해왔던 그는 그러니까 치열의 성덕인 셈인데, 그 애정과 의전이 남달라 '동희빈'이라는 별명도 붙었다. 하얗고 여리여리한 외모에 예민하고 섬세한 분위기가 더해져 페미닌한 별명에 위화감 없다. 쇠구슬 살인사건 진범.
- 김다흰 : 전종렬 역 - 우림고 수학교사 2-1반 담임

치열과 대학 동기, 원칙주의에 깐깐한 성격 때문에 아이들에게 '졸렬이'로 불린다. 학생들이 학교 수업에서 학원 교재를 푸는 공교육의 현실이 답답하고 화나는데, 심지어 제 과목인 수학의 일타강사가 최치열이라니, 자존심이 상한다. 한때는 교사로서의 사명과 꿈을 나눈 동기였는데, 공부는 내가 더 열심히 한것 같은데, 비교도 안 되는 재물과 존경을 얻었다는 것도 짜증나지만, 저에게도 상처로 남은 과거 어떤 일 때문에 치열에 대한 원망과 증오가 남아있다.

### 아파트 사람들

#### 선재네
- 장영남 : 장서진 역 - 선재의 어머니, 변호사.

같은 로펌에서 일하는 변호사 부부지만, 따로 출퇴근은 물론, 굳이 비서를 통해 연락할 정도로 사이가 데면데면해 로펌 사람들 사이서 뒷말이 많다. 공부는 당연히 잘하는 건 줄 알았다. 둘 다 그랬으니까. 첫째 희재 입시에 실패하고 충격을 받은 선재모가 강력히 주장해 선재 입시를 위해 사교육의 메카인 지금의 동네로 이사했다. 희재는 재수를 하는 척 하더니, 히키코모리가 되어 방에 처박혔다. 가끔 탁자 위에 돈이 없어지고, 문소리가 나는 걸로 생사를 파악한다. 이 절망적 상황을 두고 네 탓 내 탓 하다 부부 사이도 금이 갔다.
- 이채민 : 이선재 역 - 고2, 우림고 2-1반.

정보 파악을 위해 동네 엄마들 무리에 끼면서도 은근히 나는 다르다는 선을 긋는 선재모. 세상 도도하고 지성미가 넘치지만, 누구보다 마음의 여유가 없다. 유일한 희망인 선재에게 집착하며, 이따금 깡소주를 까고 선재에게 술주정을 부린다. 태생이 온화하고 자상한 선재는 엄마의 주정을 다 받아주고 꿀물까지 타준다.
- 김태정 : 이희재 역 - 선재의 형, 서진의 아들.

희재는 딱히 의사가 되고 싶지 않지만, 일단은 엄마가 시키는 대로 고분고분 따르고 있다. 전형적인 흙수저 출신에 이 악 물고 혼자 힘으로 이 자리까지 온 선재모가 아들들을 의사 만드는 꿈에 얼마나 집착하고 있는지 알기도 하거니와, 형이 그렇게 된게 엄마에게 얼마나 큰 열패감과 상처를 줬을지 알기 때문이다. 올곧고 따뜻한 해이와, 해이 가족을 좋아한다.쇠구슬사건 증인

#### 수아네
- 김선영 : 조수희 역 - 수아의 어머니

수아네 집을 보다 소름이 돋았다면, 그 기시감 때문일 것이다, 아이 컨디션에 따라 집안 분위기가 왔다 갔다 하고, 좋은 음식, 귀한 약재는 죄다 수아 꺼. 모든 살림과 가족 행사에서 수아는 면제다. 흔한 한국 수험생 가정의 풍경. 녹은로 가구거리에서 대형 가구점을 운영하는 수아부는 죙일 일하다 와도 마음 놓고 tv 한 번 못 켜고, 수아만 졸졸 쫓아다니는 와이프 덕에 집밥은 구경도 못한다. 영어유치원부터 녹은로의 모든 코스를 밟아온 수아의 목표는 (당연히) 의대 진학. 학력 콤플렉스가 있는 수아모는, 늦게 얻은 외동딸 수아의 목표를 위해 누구보다 열혈이다. 완장 욕심도 있어 아파트 부녀회장까지 도맡아 한다. 정보력과 인맥을 소유해 엄마들이 무시할 수 없는 인물.
- 강나언 : 방수아 역 - 고2, 우림고 2-1반.

수아는 그런 엄마를 백분 활용한다. 가끔 튀어나오는 무식한 언행 때문에 내놓고 자랑하고 싶은 엄만 아니지만, 입시 하는 동안은 쓸 만한 상궁? 정도로 생각한다. 그렇다고 여우같이 영악스러운 스탈은 아닌 게,
투명할 정도로 이기적으로 행동해 아이들에게 인심을 잃은 지 오래다. 딱 봐도 없어 보이는 주제에 여유롭고 애들한테 인기도 많은 해이가 제일로 꼴 보기 싫다. 난, 나를 위해 공부하지만, 그 애만은 이겨먹고 싶다.

#### 단지네
- 황보라 : 이미옥 역 - 단지의 어머니

녹은로 키즈 중 가장 해맑은 딸과, 녹은로맘 중 가장 행복지수 높은 엄마다. 단지는 해이·선재의 베프인데 단지모는 수아모의 오른팔인지라, 종종 입장차이가 있다.
- 류다인 : 장단지 역 - 고2, 우림고 2-1반.

제보다 젯밥에 관심이 많은 게 닮은 꼴. 단지는 칠판보다 치열의 미모에 눈이 가고, 단지모는 입시정보보다 모임에서 마시는 맥주 한잔이 더 달다. 들인 돈에 비해 안 나오는 단지의 성적이 아쉽지 않은 건 아니지만, 두 모녀 최선을 다하고 있기에 부끄럽지 않다!! 고, 생각한다.

#### 우림고
- 이민재 : 서건후 역 - 고2, 우림고 2-1반.

우림고 다크호스. 미국 하이틴 영화에서 튀어나온 미식축구부 킹카 같은 유니크한 스타일로 여학생들의 눈길을 사로잡았다. 실제 유학파다. 운동만 하다 와서 영어는 한마디도 못하지만. 아이스 하키팀 때문에 우림고에 왔다. 그런데, 심각한 어깨 부상으로 운동을 그만둬야 한다는 진단을 받았다. 평생 하키만 했고, 유일하게 좋아한 것도 하키였던 건후에겐 사망선고나 다름없었다. 무력감에 학교에서도 종일 엎드려 자는 것으로 시간을 죽이다 마음을 추스르고, 그래, 이제 공부란 걸 좀 해보자 했는데.. 당최 어디서부터 시작해야 할지 모르겠다. 그래서 남해이를 잡았다. 나 공부 좀 가르쳐달라고. 왜 그 많은 애들 중 남해이냐고? 뭐, 반장이라서 그런 것도 있지만, 우리 반에서 제일 이쁘잖아 훗.

### 학원가 인물
- 허정도 : 강준상 역 - 더 프라이드학원 원장

개인 과외로 시작해 녹은로 탑쓰리로 꼽히는 학원을 일궈낸 입지전적 인물. 인심 좋고 유쾌한 아저씨로 보이나, 이 정도 사업체를 일군 사람답게 사리에 밝고, 강약약강 그 자체인 사람이다. 더 프라이드 학원의 프라이드인 치열을 제 자신보다 소중히 다룬다. 그런 치열을 호시탐탐 노리는 녹은로 타학원 원장들이 가장 큰 골칫거리다.
- 지일주 : 진이상 역 (†) - 더 프라이드학원 수학 강사

일타강사 최치열의 그림자에 가려진 삼타강사. 실력으로도 인기로도 치열을 이길 수 있는 게 없지만 인정하질 못한다. 잃어버린 수강생도 인기도 되찾고 말겠다는 심산으로 강의 준비보다 치열의 뒤를 캐는 데에 더 열중한다.

### 그 외 인물
- 황재열 : 송이태 역 : 강현 경찰서 강력계 경위, 과거 중학생 친모 살인사건 수사를 담당했었다.
- 윤석현 : 송준호 역
- 이경욱 : 최치열의 강의 홍보 영상을 찍는 감독 역
- 이아진 : 효원 역
- 임소윤 : 이민지 역
- 이도혜 : 정수현 역 (†)
- 유준 : 이영민 역 (†)
- 최희진 : 영민의 어머니 역
- 서이현 : 권진경 역 - 카페 주인
- 도예준 : 권진경의 남편 역
- 고애리 : 조가연 역 - 정신과 의사, 치열의 주치의
- 미상 : 한의원 의사 남궁찬 역
- 배윤경 : 홍혜연 역 - 피아니스트
- 성기윤 : 수아의 아버지 역
- 김준원 : 이승원 역 - 선재의 아버지
- 이상이 : 핵인싸맨 역 - 행선의 반찬가게를 찾아가 라이브 방송한 스트리머 (11회 ~ 12회 특별출연)
- 배해선 : 남행자 역 - 해이의 친모이자 행선의 언니 (14회 ~ 16회 특별출연)

## 시청률
최저 시청률과 최고 시청률은 시청률 조사회사와 지역별로 시청률에 차이가 있을 수 있습니다.
| 2023년 | 2023년   | 2023년                                          | 2023년         | 2023년       |
| 회차   | 방송일   | 부제 (서브 타이틀)                              | AGB 시청률     | AGB 시청률   |
| 회차   | 방송일   | 부제 (서브 타이틀)                              | 대한민국(전국) | 서울(수도권) |
| ------ | -------- | ----------------------------------------------- | -------------- | ------------ |
| 제1회  | 1월 14일 | 너와 나,두 우주의 교집합                        | 4.044%         | 4.315%       |
| 제2회  | 1월 15일 | 원수를 외나무다리에서 만날 확률                 | 5.819%         | 6.076%       |
| 제3회  | 1월 21일 | 비호감이 호감이 되는 경우의 수                  | 5.038%         | 5.253%       |
| 제4회  | 1월 22일 | 등차수열의 반란                                 | 7.559%         | 8.109%       |
| 제5회  | 1월 28일 | X와 Y의 비밀 확률 분포                          | 9.145%         | 10.450%      |
| 제6회  | 1월 29일 | 인생엔 정답이 아닌 여러 개의 모범답안이 있을 뿐 | 10.978%        | 12.030%      |
| 제7회  | 2월 4일  | 사랑에 빠지는 아주 보통의 법칙                  | 9.730%         | 10.799%      |
| 제8회  | 2월 5일  | 인연이 운명이 되는 귀납적 추론                  | 11.823%        | 13.571%      |
| 제9회  | 2월 11일 | 우리 만남의 나비효과                            | 10.409%        | 12.106%      |
| 제10회 | 2월 12일 | 관계를 바꾸는 감정이라는 변수                   | 13.501%        | 15.958%      |
| 제11회 | 2월 18일 | 우리 사랑의 관계함수                            | 12.468%        | 14.643%      |
| 제12회 | 2월 19일 | 희극과 비극의 교차점                            | 12.997%        | 15.159%      |
| 제13회 | 2월 25일 | 미제(謎題)에 대처하는 우리의 자세               | 11.359%        | 12.913%      |
| 제14회 | 2월 26일 | 오직 하나의 해를 구하라                         | 14.296%        | 16.977%      |
| 제15회 | 3월 4일  | 우연과 필연의 결과값                            | 15.507%        | 18.405%      |
| 제16회 | 3월 5일  | 너와 나, 두 우주의 합집합 (최종회)              | 17.038%        | 19.797%      |

## OST

### 그 외 삽입곡
- 코나 - 우리의 밤은 당신의 낮보다 아름답다 (제6회)
- 모차르트 - 플루트, 하프와 오케스트라를 위한 협주곡 제3악장 - 제2회 치열-종렬 서점 / 제8회 혜연의 연주회장 들어가며
- 드보르자크 - Serenade for Strings 제1악장 - 제7회 치열-혜연 소개팅
- 드뷔시 - 베르가마스크 모음곡 3. 달빛 - 제7회 치열-혜연 소개팅
- 쇼팽 - Andante spianato et grande polonaise brillante - 제8회 치열과 행선의 가족, 레스토랑
- 슈만 - 어린이의 정경 7. 트로이메라이 - 제8회 혜연의 피아노 연주

## 참고 사항
- 유제원 PD, 양희승 작가는 tvN 월화 드라마 《고교처세왕》, tvN 금토 드라마 《오 나의 귀신님》에 이어 세 번째로 재회하여 합류하였다.

## 같이 보기
- 대한민국의 텔레비전 드라마 목록 (ㅇ)
- 2023년 대한민국의 텔레비전 드라마 목록